# Der Augensammler
Der Augensammler ist der sechste Psychothriller des deutschen Schriftstellers Sebastian Fitzek aus dem Jahr 2010 und hat die Taten eines grausamen Serienmörders zum Thema. 

## Handlung
Der Berliner Polizist Alexander Zorbach erschießt eine psychisch kranke Frau, als sie gerade ein entführtes Kind über ein Brückengeländer werfen will, und wird daraufhin aus dem Polizeidienst entlassen. Zorbach, der eine neue Anstellung als Reporter bei einer Boulevardzeitung gefunden hat, wird von dem Psychiater Dr. Martin Roth behandelt. Zorbach ist mit Nicci verheiratet und hat mit ihr den gemeinsamen Sohn Julian. Als Nicci ihm eröffnet, dass sie sich von ihm scheiden lassen will, sucht Zorbach den Swingerclub „Triebhaus“ auf, in dem er die schöne Charlie kennenlernt. Die geheimnisvolle Fremde lebt in einer unglücklichen Ehe und hat daher Geschlechtsverkehr mit wechselnden Partnern. Mit Zorbach pflegt sie allerdings eine rein platonische Beziehung. Zur gleichen Zeit wird Berlin von einer unheimlichen Mordserie in Angst und Schrecken gehalten. Täter ist ein Serienmörder, der von der Presse „Augensammler“ genannt wird. Sein Modus Operandi ist, der Mutter das Genick zu brechen und das Kind zu entführen. Hinterbliebene und Polizei bekommen anschließend vom Täter 45 Stunden Zeit, um das entführte Kind zu finden. Verstreicht die Frist, so wird das Kind ertränkt und ihm das linke Auge herausgeschnitten. Mit diesen Taten zerreißt der Mörder ganze Familien, die allerdings bereits vorher schon innerlich zerrüttet waren. Dem „Augensammler“ werden bis dato Morde an drei Frauen und ihren Kindern Karla, Melanie und Robert zugeschrieben. Der Profiler Professor Hohlfort erklärt das Blenden mit einer Parallele zur griechischen Sagenwelt und den einäugigen Zyklopen. Seiner Meinung nach ist der „Augensammler“ kein Trophäenjäger, sondern er wählt bewusst Kinder aus, die von ihrem Vater bestraft werden, da sie aus einer verbotenen Verbindung stammen.
Durch Abhören des Polizeifunks wird Zorbach auf die Spur eines neuen Falls geführt. Zorbach macht sich selber verdächtig, da sein Portemonnaie am Tatort gefunden wurde und er über verdächtiges Insiderwissen verfügt. Lucia Traunstein wurde im Garten ihrer Villa getötet und ihre beiden Zwillingskinder Tobias und Lea entführt. Die Ermittlungen leitet der Chef der Mordkommission Philipp Stoya, der Zorbach noch von früher her kennt. Die blinde Physiotherapeutin Alina Gregoriev sucht Zorbach auf seinem Hausboot auf und berichtet Zorbach, dass sie der Polizei eine tatdienliche Aussage gemacht habe, der allerdings keinen Glauben geschenkt wurde. Sie glaubt, dem „Augensammler“ am Vortag begegnet zu sein und den Tötungsvorgang des Genickbrechens vor ihrem geistigen Auge miterlebt zu haben. Die Physiotherapeutin kann durch Berührung von Personen deren Schicksal vorhersehen. Zorbach und Alina fahren zur Villa der Familie Traunstein, wo sie beobachten, dass Thomas Traunstein gerade einen Pornofilm konsumiert. Dies irritiert die beiden, da der betrunkene Mann vor Kurzem seine Ehefrau verloren hatte. Thomas Traunstein beschimpft seine verstorbene Ehefrau als „Hure“, die ihn schon mit unzähligen Männern betrogen hat. Auch seien die beiden Kinder Tobias und Lea nicht von ihm. In dem Pornofilm wird Lucia beim Sex mit einem Fremden im Bad gezeigt. Zorbach erkennt zu seinem großen Entsetzen in Lucia Charlie, seine flüchtige Bekanntschaft aus dem Swingerclub. Es kommt zu einer Auseinandersetzung zwischen den Männern. Traunstein wird gefesselt und in Zorbachs Auto gebracht. Der Reporter informiert Stoya, dass sie Traunstein in Gewahrsam genommen haben. Doch die Polizei glaubt ihm nicht und Traunstein kommt wieder frei. Die Suche geht weiter und mithilfe von Google Earth können sie ein Haus identifizieren, welches einen Basketballkorb besitzt, so wie es Alina in ihren Visionen gesehen hat. Zorbach und Alina stoßen auf einen weihnachtlich geschmückten Bungalow, in dessen Keller sie eine mit transparenter Folie eingewickelte, schwer zugerichtete und durch Nekrotisierende Fasziitis halb verweste nackte Frau finden, die an lebenserhaltende Systeme angeschlossen ist und sich in einem Schwebezustand zwischen Leben und Tod befindet. Als Zorbach und Alina den Raum betreten, fällt die Tür zu und sie sind eingeschlossen. Dies setzt einen Mechanismus in Gang, der den Sauerstoff aus dem Kellerraum absaugt und die beiden haben nur noch 15 Minuten zu leben, bevor sie ersticken. Sie haben die letzte Möglichkeit eine Notfallnummer auf dem dort befindlichen Telefon zu wählen. Zorbach wählt die Nummer 112 und erreicht einen Studenten in einer Karaoke-Bar, der dies für ein Rollenspiel hält. Der Student liest ihm eine E-Mail mit dem Titel „Denk an Deine Mutter“ vor. Alina entdeckt, dass sich die Kellertür öffnet, wenn sie den Finger der sterbenden Frau aus dem photoelektrischen Pulsmesser nimmt. Sie stehen jetzt vor der Entscheidung, wer überleben darf. Doch ihnen kommt ein Sondereinsatzkommando zuvor, welches den Bungalow stürmt, jedoch den Tod der in Folie eingewickelten Frau nicht mehr verhindern kann. Es kommt heraus, dass der „Augensammler“ die Krankenschwester Katharina Vanghal im Park-Sanatorium aus bewusster Vernachlässigung für den Dekubitus seiner Großmutter von verantwortlich gemacht hat und sie daher bei lebendigem Leib im Bungalow verfaulen ließ. Er sieht seine Taten als Spiel, um die Liebe der Väter zu ihren Kindern auf die Probe zu stellen. Der Augensammler schreibt der Chefredakteurin Thea Bergdorf in mehreren nicht rückverfolgbaren E-Mails seine persönliche Geschichte und seine Motive, die ihn zu den Taten getrieben haben. Der jüngere Bruder des Augensammlers war wegen eines Karzinoms erblindet und der Vater hatte seine beiden Söhne stark vernachlässigt. Außerdem verließ die Mutter die Familie. Die beiden Söhne wollten die Liebe ihres Vaters testen und ließen sich in eine alte Gefriertruhe einschließen, die sich nur von außen öffnen lässt. Die Kinder wurden erst nach 45 Stunden von einem Waldarbeiter und nicht wie erhofft von ihrem Vater gerettet. Der jüngere Bruder ist zu dem Zeitpunkt bereits tot.  
Auf einem verlassenen Fabrikgelände können Zorbach und Gregoriev die kleine Lea Traunstein aus einem amerikanischen Kühlschrank befreien. Ihr Bruder Tobias befindet sich zur gleichen Zeit mit dem Lastenfahrstuhl im Kellergeschoss, welches unter Wasser steht. Er kann gerettet werden, muss aber in ein künstliches Koma versetzt werden. Da wird Zorbach von Nicci angerufen, die Julian nicht wiederfinden kann. Zorbach begreift Alinas letzte Vision, dass es nicht um eine Tat in der Vergangenheit, sondern sich um seinen eigenen Sohn Julian handelt. Der Polizeireporter eilt nach Hause und findet seine Ex-Frau Nicci mit gebrochenem Genick. Es beginnt ein neues Ultimatum, welches in der Fortsetzung Der Augenjäger weitergeführt wird.

## Figuren
- Alexander Zorbach (35 J): Journalist (Polizeireporter), ehemaliger Verhandlungsführer bei der Berliner Polizei
- Julian Zorbach: sein Sohn
- † Nicci Zorbach: Alexanders Ex-Frau. Er lebt von der Esoterikerin getrennt.
- Frank Lahmann: Volontär bei Zorbachs Zeitung und der „Augensammler“
- Professor Adrian Hohlfort: Profiler
- Alina Gregoriev: blinde Physiotherapeutin mit hellseherischen Fähigkeiten
- Philipp Stoya: Leiter der Berliner Mordkommission
- Mike „Scholle“ Scholokowsky: Polizist
- † Lucia Traunstein alias „Charlie“: Mordopfer
- Thomas Traunstein: Ehemann
- Tobias Traunstein: entführter Sohn
- Thea Bergdorf: Chefredakteurin
- † Katharina Vanghal: Krankenschwester, welche Lahmanns Großmutter betreute

## Sprachstil
„Er spielt das älteste Spiel der Welt: Verstecken. Er spielt es mit deinen Kindern. Er gibt dir 45 Stunden, sie zu finden. Doch deine Suche wird ewig dauern. Erst tötet er die Mutter, dann verschleppt er das Kind und gibt dem Vater 45 Stunden Zeit für die Suche. Das ist seine Methode. Nach Ablauf der Frist stirbt das Opfer in seinem Versteck. Doch damit ist das Grauen nicht vorbei: Den aufgefundenen Kinderleichen fehlt jeweils das linke Auge. Bislang hat der „Augensammler“ keine brauchbare Spur hinterlassen. Da meldet sich eine mysteriöse Zeugin: Alina Gregoriev, eine blinde Physiotherapeutin, die behauptet, durch bloße Körperberührungen in die Vergangenheit ihrer Patienten sehen zu können. Und gestern habe sie womöglich den Augensammler behandelt ...“

„Denn der Mann, der am Höhepunkt seiner Qualen erkennen musste, dass das Sterben erst begonnen hat - dieser Mann bin ich.“

Fitzek verwendet eine flüssige und sehr direkte Sprache. Seine Beschreibungen sind weniger detailliert, sondern benutzen eher sehr treffende Worte, um bestimmte Bilder zu erzeugen. Die Perspektive ist hauptsächlich aus der 1. Person des Alexander Zorbach geschrieben, andere Kapitel aber auch aus der Perspektive des Philipp Stoya (Leiter der Mordkommission), das neunjährige Entführungsopfer Tobias Traunstein, Traumsequenzen der Alina Gregoriev oder im Mittelteil des Romans die Sichtweise des Frank Lahmann (Volontär). Die Aufforderung „Lesen Sie nicht weiter!“ auf Seite 442 bewirkt genau das Gegenteil beim Leser, dass er jetzt erst recht die in 84 Kapitel unterteilte Geschichte lesen möchte.

## Rezensionen
Der Thriller beginnt mit dem Satz, „Es gibt Geschichten, die sind wie tödliche Spiralen und graben sich mit rostigen Widerhaken tiefer und tiefer in das Bewusstsein dessen, der sie sich anhören muss.“. Die Erzählstränge sind nicht chronologisch aufgebaut und dienen am Ende einem dramatischen Countdown. Die Geschichte beginnt mit dem Epilog und endet mit dem Prolog, was auch mit dem Zitat „It's the end where I begin.“, deutlich gemacht wird. Daher zählt auch die Seitennummerierung rückwärts. Die ekelerregenden Szenen des Buches erinnern an die Saw-Horrorfilmreihe.
Fitzek beschreibt mit dem "Protokoll des Grauens" die Geschichte eines psychopathischen Serienmörders, der Trophäen seiner Opfer sammelt, wie es sich schon andere Autoren wie Jeffery Deaver (The Bone Collector, 1997) oder Sabine Thiesler (Der Kindersammler, 2006) behandelt haben.
Der Autor arbeitet mit einem hohen Spannungsbogen und straightem Plot, der durch zahlreiche Cliffhanger, gekoppelt mit Perspektiv- und Szenenwechseln, aufrechterhalten wird. Fitzek benutzt dabei starke Übertreibungen. Jürgen Priester von KrimiCouch bemängelt, dass Fitzek mit den üblichen Klischees des Serienmörder-Themas arbeitet und die üblichen und abgenutzten Biographien wie traumatische Kindheit, Bettnässen, Dominanz eines kranken Egos und Tierquälerei heranführt. Dem Leser werden die wahren Motive des Täters dabei aber verschleiert. Der Schwerpunkt der Handlung basiert auf der Suche nach den noch lebenden Opfern im Wettlauf mit der Zeit.

## Einordnung in das Werk des Autors
Es sind zwei Bände, die sich mit dieser Thematik beschäftigen, beginnend mit Der Augensammler aus dem Jahr 2010 und der Fortführung Der Augenjäger 2011. Auf der SPIEGEL-Bestsellerliste erreichte Der Augensammler Platz 3.

## Textausgaben
- Sebastian Fitzek: Der Augensammler. Droemer, München 2010, ISBN 3-426-19851-7.